# Rundtaktmaschine

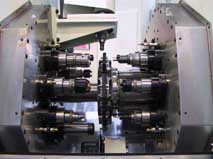

Rundtaktmaschinen sind Werkzeugmaschinen, in denen das zu bearbeitende Werkstück in einem liegenden oder stehenden Rundschalttisch oder auch Schaltteller gespannt wird.

## Spannung der Werkstücke im Schaltteller und Takten des Schalttellers

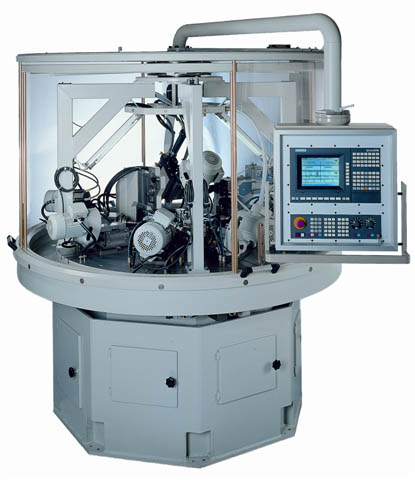
Rundtaktmaschine mit liegendem Schaltteller

Die Spannung der Werkstücke kann mit einseitig oder zentrisch spannenden Spannbacken oder Spannzange erfolgen. Der Schaltteller taktet von Bearbeitungsstation zu Bearbeitungsstation, an denen die stehenden, nicht rotierenden Werkstücke gleichzeitig mit angetriebenen Werkzeugen (Angetriebenes Werkzeug) bearbeitet werden. Bei der klassischen Drehmaschine rotiert das Material bzw. Werkstück und die Werkzeuge sind nicht angetrieben.

## Antriebe der Bearbeitungseinheiten
Der Antrieb der Arbeitsspindeln von Rundtaktmaschinen erfolgt mit Elektro- oder Servomotoren. Es können fast alle gängigen spanenden Bearbeitungen wie Bohren, Drehen und Fräsen sowie umformende Bearbeitungen wie Rollieren, Stanzen und Prägen durchgeführt werden.

## Steuerung des Vorschubs der Bearbeitungseinheiten
Der Schalttisch oder Schaltteller (Drehtisch) sowie die Bearbeitungseinheiten können unterschiedlich angetrieben und gesteuert werden. Ursprünglich wurde der Vorschub der Bearbeitungseinheiten mechanisch durch Kurvengetriebe gesteuert. Die im Werkzeugmaschinenbau in den 1980er Jahren eingeführten Maschinensteuerungen wurden erst Ende der 80er-Jahre so leistungsfähig, dass sie auch in Rundtaktmaschinen eingesetzt werden konnten. Die CNC-Steuerungen (Numerische Steuerung) machen die Rundtaktmaschinen flexibler und die Vorteile von Rundtaktmaschinen können auch bereits für kleinere Stückzahlen innerhalb von Teilefamilien genutzt werden. Die Kurventechnik wird jedoch parallel zur CNC-Technik immer noch eingesetzt. Kurvengesteuerte Rundtaktmaschinen sind sehr schnell, jedoch nur mit großem Zeitaufwand auf ein anderes Werkstück umrüstbar.

## Einsatz der Rundtakt-Technologie
Rundtaktmaschinen werden vor allem zur Bearbeitung von Werkstücken oder Teilefamilien in hohen Stückzahlen eingesetzt. Bei jedem Takt des Schalttellers wird ein fertiges Werkstück aus der Maschine ausgetragen. So können je nach Zerspanung bis zu 60 Werkstücke pro Minute auf einer Rundtaktmaschine fertiggestellt werden.
Von Vorteil sind ebenfalls sonst schwer erreichbare Toleranzen der kombinierten Bearbeitungsschritte, da das Werkstück nicht umgespannt werden muss.